# Marceau Mairesse
Pour l'aviateur français, voir Marceau Méresse.
Pour les articles homonymes, voir Mairesse.
Marceau Mairesse, né le 18 janvier 1945 à Leval-Trahegnies est un homme politique belge wallon, membre du PSC et du CDF (parti sécessionniste du CDH).
Diplômé de l’école Saint-Luc à Mons, Marceau enseignera à l’Institut d’Enseignement Technique Diocésain de Fontaine-l’Évêque pendant plus de 25 ans. Nommé coordinateur diocésain, il collaborera à la réforme de l’enseignement professionnel au SEGEC (Secrétariat de l’Enseignement Catholique) à Bruxelles.
Passionné d’enseignement, il argumente souvent la chance d’avoir en Belgique une pluralité des réseaux scolaires.

## Biographie
Il s’investit depuis 1974 à l’école Sainte-Thérèse à Carnières, 1992 à l’école Saint-Joseph à Carnières-Trieux et 2003 à l’école de l’Enfant Jésus à Morlanwelz. Son action de président, menée avec les membres du Pouvoir Organisateur des écoles libres de l’entité, permet aujourd’hui à 47 enseignants de prodiguer un enseignement de qualité à plus de six cents élèves. Depuis 1994, dans la crèche et l’accueil extra-scolaire l’ABC-Carnières, 17 puéricultrices et éducatrices s’occupent d’enfants issus de tous réseaux scolaires. Ces services ont été mis en place par Marceau Mairesse et ses collaborateurs au sein de ces écoles.
Désireux d’investir dans sa commune, en 1993, il rachète les bâtiments de l’ancienne entreprise « Le Bon Grain » à Morlanwelz et permet ainsi l’installation de 20 logements et l’ouverture de 30 emplois sur le site. Président du club de Tir Saint-Hilaire de Carnières depuis plus de 30 ans, il salue avec joie la médaille d’argent remportée par un Belge aux jeux olympiques sur la distance de 50 m, discipline pratiquée dans son stand.
Parallèlement à sa vie professionnelle, Marceau Mairesse s’engage très tôt en politique : il s’affilie au PSC (devenu CDH) à 19 ans et devient le plus jeune conseiller provincial de Belgique. Après son élection comme sénateur PSC, puis député fédéral PSC, Joëlle Milquet le désigne Président des Pouvoirs locaux PSC (mandat bénévole) pour la Wallonie et Bruxelles. Les titres honorifiques de Chevalier et d’Officier de l’ordre de Léopold lui seront décernés. Déçu de ne pas être désigné par le CDH, tête de liste lors des prochaines élections, il décide en 2003, pour le Hainaut, de tirer la liste du CDF à la chambre.
Dans sa commune de Morlanwelz, il devient conseiller communal PSC en 1977, chef de groupe PSC en 1982. Élu à chaque élection suivante sur la liste de l’ARC, premier échevin pendant 6 ans, il ne ménage pas ses efforts même si le jeu de la démocratie électorale le tient à l’écart des décisions prises par la majorité. Ceux qui font appel à lui ne sont jamais déçus comme les habitants de la rue de Namur (la « Pichelotte » rebaptisée Bagdad par la presse régionale), rue des Faulx, rue Verte, impasse Beauregard, rue Solvay (entre autres contre l’implantation d’antenne GSM), cité des Épines, rue Argentin, etc. Grand défenseur du folklore local, il réclame sans cesse l’égalité entre les trois communes de l’entité.

## Fonctions politiques
- Ancien secrétaire-adjoint du Conseil provincial du Hainaut.
- Conseiller provincial (Hainaut) d'octobre 1972 au 23 novembre 1991.
- Ancien premier échevin de Morlanwelz, conseiller communal depuis le 1er janvier 1977.
- Sénateur du 24 novembre 1991 au 21 mai 1995.
- Député fédéral du 21 mai 1995 au 10 avril 2003.

## Distinctions
- Officier de l'Ordre de Léopold.